# Oreopanax boliviensis
Oreopanax boliviensis é uma espécie de árvore da família Oreopanax

## Distribuição
É nativa da América do Sul, Bolívia.